# Daniel Alcouffe
 (juin 2022).
Daniel Alcouffe, né à Paris le 9 août 1939, est un conservateur général du patrimoine et historien de l'art français, directeur du département des Objets d'art du musée du Louvre. Ayant fait sa scolarité au Lycée Henri IV, de la 6ème aux classes préparatoires, il est à noter que par alliance il est le cousin de l'escrimeur Marcel Parent, double Champion de France et finaliste Olympique aux jeux de Tokyo.
Il appartient à l'école des historiens de l'art décoratif français, dont le chef au XXe siècle fut Pierre Verlet.

## Parcours

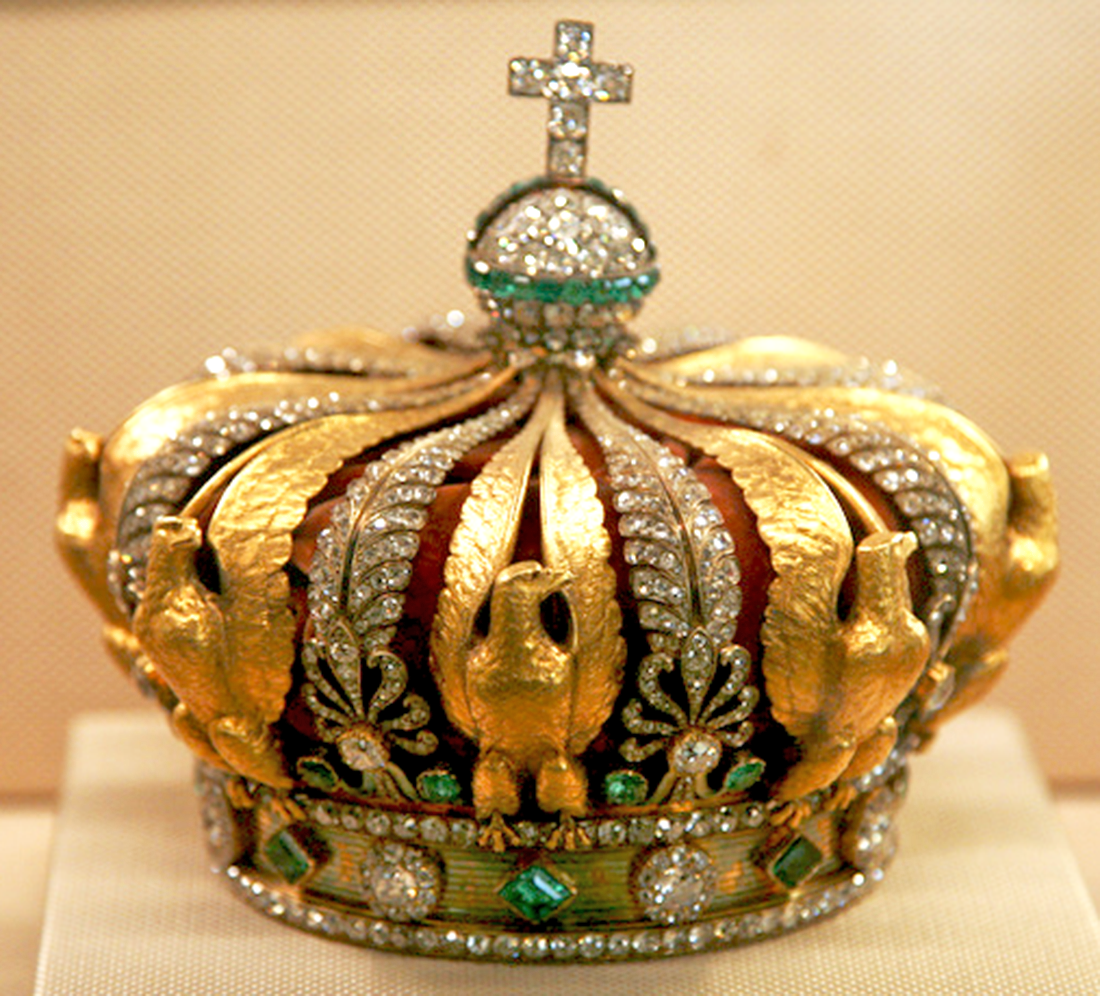
Couronne de l'impératrice Eugénie, acquise en 1988 avec la participation de Roberto Polo

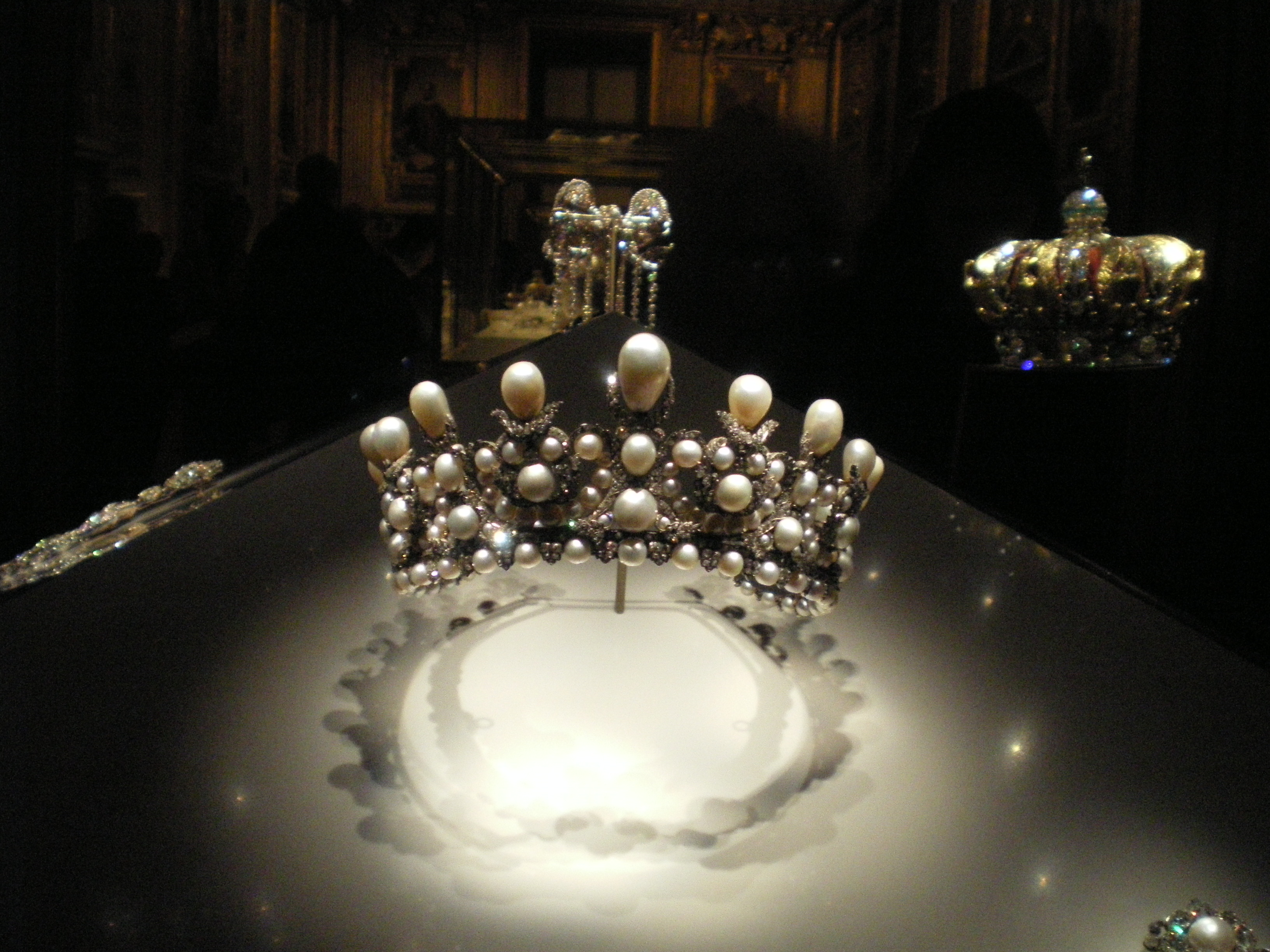
Diadème de perles de l'impératrice Eugénie, par Lemonnier

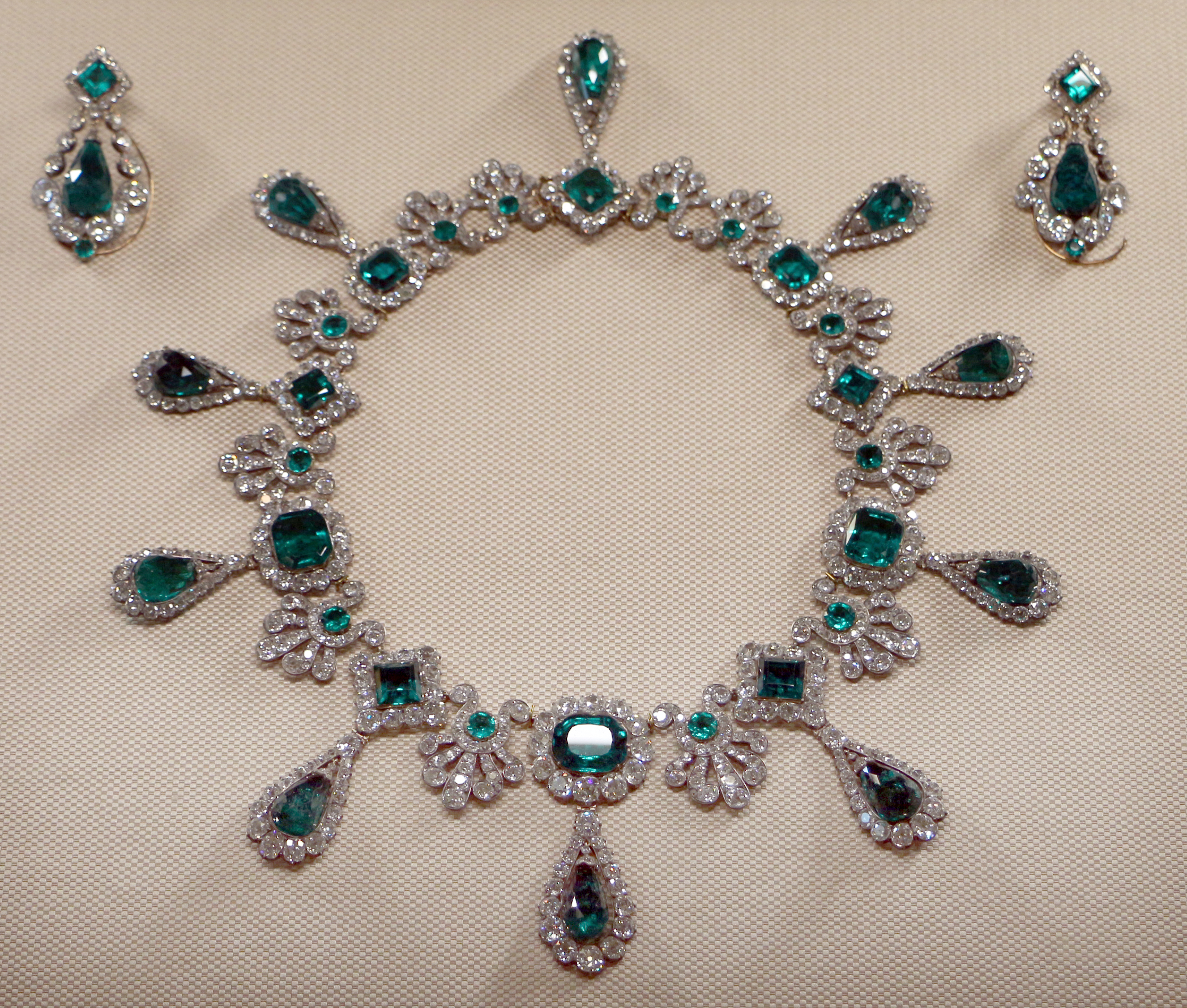
Collier de l'impératrice Marie-Louise, par Nitot

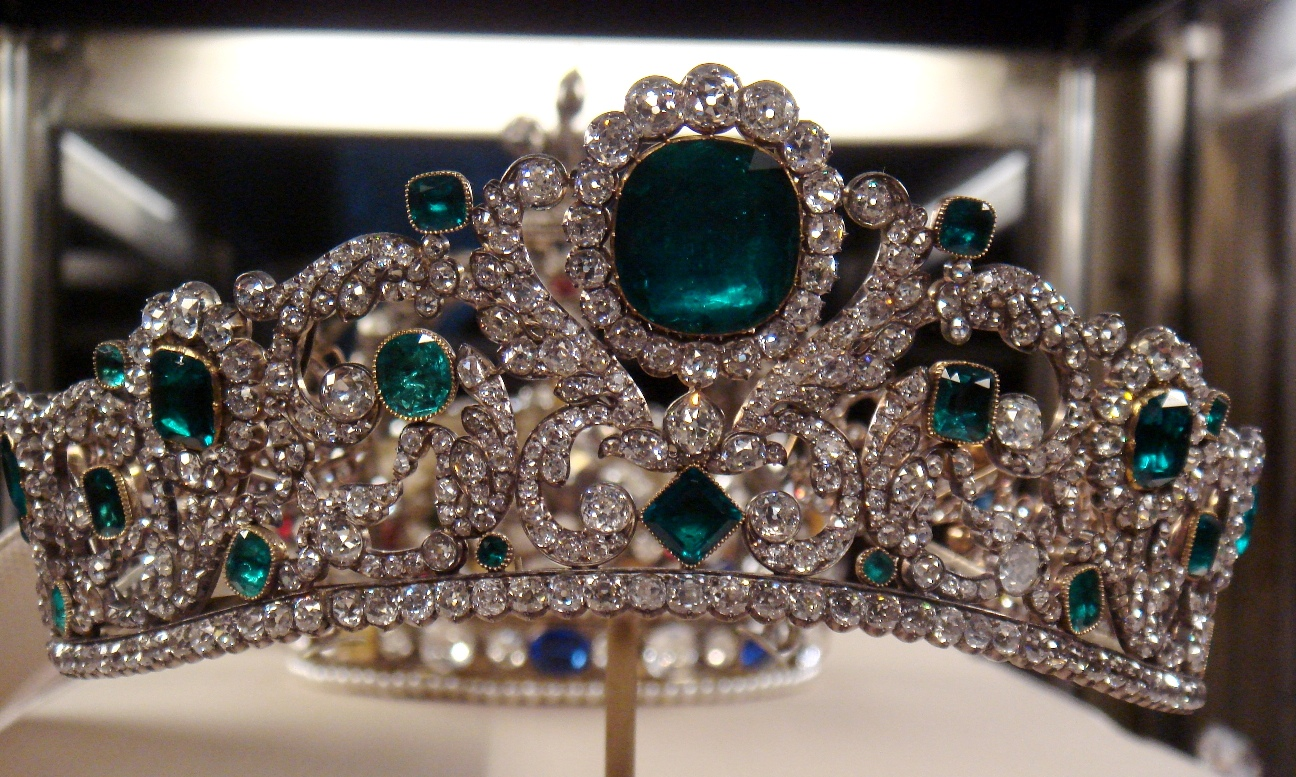
Diadème de la duchesse d'Angoulême, par Bapst

Formé à l'École des chartes et à l'École du Louvre, notamment par Pierre Verlet, il a consacré sa thèse d'archiviste paléographe (1962) aux artisans décorateurs du bois au faubourg Saint-Antoine, sous le règne de Louis XIV, d'après les minutes des notaires parisiens. Sa vocation lui vient d'ailleurs de ses liens d'enfance avec ledit faubourg.
À sa sortie de l'École des chartes, il passe le concours des musées nationaux, entre au département des Objets d'art du Louvre où il assiste Pierre Verlet, puis part pour la Casa de Velázquez en 1963. À son retour, il réintègre le département des Objets d'art, où il aura pour directeurs Pierre Verlet, Hubert Landais, Francis Salet et Léon de Groër. Il prend la tête du département en 1982 jusqu'à sa retraite en 2004, en enseignant également à l'École du Louvre.
Il s'oppose à la politique d'Henri Loyrette à la direction du musée du Louvre, signe la pétition contre le Louvre Abou Dhabi et, en 2015, celle contre le transfert des réserves du Louvre, en compagnie de plusieurs anciens chefs de département.
La toute fin de son mandat est marquée par l'exposition Paris 1400 : les arts sous Charles VI (commissaire Elisabeth Taburet-Delahaye). Il prend sa retraite à l'été 2004 et est remplacé début septembre par Marc Bascou.

## Distinctions
- Officier de la Légion d'honneur
- Commandeur de l'ordre des Arts et des Lettres

Il est officier de la Légion d'honneur et commandeur de l'Ordre des arts et des lettres.

## Publications

### Auteur
- Contribution à la connaissance des émigrés français à Madrid au XVIIe siècle, mélanges de la Casa de Velászquez, 1966, vol. 2, numéro 1
- Les Macé : ébénistes et peintres, bulletin de la Société d'histoire de l'art français, 1971-72
- Restauration du mobilier, Société française du livre, 1976
- La collection de gemmes de Louis XIV : identification de quelques pièces aliénées, bulletin de la Société d'histoire de l'art français, 1977
- Musée du Louvre : la galerie d'Apollon, RMN, 1980
- Les Gaudreaus, ébénistes de Louis XV, Antologia di Belle Arti, 1985, numéro 27-28
- Pierre Verlet, Revue de l'art, 1988, vol. 79, numéro 1
- (it) le Arti decorative alle grandi esposizioni universali : 1851-1900, Idealibri, 1988
- Les Objets d'art, Moyen Age et Renaissance, guide du visiteur, musée du Louvre, 1993
- Bruno Pons, Revue de l'art, 1995, vol. 110, numéro 1
- Un aspect du goût de Marie-Antoinette : les vases en pierres dures, Versalia, numéro 2, 1999
- Les gemmes de la Couronne, RMN, 2001
- Un temps d'exubérance, les arts décoratifs sous Louis XIII et Anne d'Autriche, RMN, 2002
- Le triomphe des arts décoratifs au temps de Louis XIII, l'Estampille, numéro 369, mai 2002
- Le Décor peint des cabinets d'ébène, Dossier de l'art numéro 86, mai 2002, Faton
- Souvenirs d'un conservateur, l'Estampille, numéro 394, septembre 2004
- Sophie Baratte, bibliothèque de l'École des Chartes, 2007, vol. 165, numéro 2
- Les artisans décorateurs du bois au Faubourg Saint-Antoine sous le règne de Louis XIV, d'après les minutes des notaires parisiens, Faton, 2008
- Une catastrophe nationale : la vente des Diamants de la Couronne en 1887, La Tribune de l'Art, 23 janvier 2008
- Au temps des premiers ébénistes français, Métiers d'art (Faton), numéro 254, été 2012

### Co-auteur
- Dix siècles de joaillerie française : Musée du Louvre 3 mai - 3 juin 1962
- Styles, meubles, décors : du Moyen Age à nos jours, sous la direction de Pierre Verlet, 2 vol., Larousse, 1972
- L'Art en France sous le second Empire, RMN Grand Palais, 1979
- (it) il Mobile francese dal Rinascimento al Luigi XV, Fabbri, 1981
- La Folie d'Artois, Antiquaires à Paris, 1988
- La Révolution française et l'Europe : 1789-1798, RMN Grand Palais, 1989
- De Versailles à Paris, le destin des collections royales, mairie du Ve arrondissement de Paris, 1989
- Le Trésor de Saint-Denis, catalogue de l'exposition de 1991, musée du Louvre
- Un âge d'or des arts décoratifs : 1814-1848, RMN Grand Palais, 1991
- Le Mobilier français de la Renaissance à Louis XV, Antiquités et objets d'art numéro 24, Fabbri, 1991
- Le Mobilier du musée du Louvre, 2 volumes, Faton, 1993 et 2002
- La Renaissance, Seuil, 1996
- Le faubourg Saint-Antoine, architecture et métiers d'art, Action artistique de la ville de Paris, 1998
- Les Vases en pierres dures, co-édition Louvre - Documentation française, 2003
- Les Bronzes d'ameublement du Louvre, Faton 2004
- Le Louvre, trésors du plus grand musée du monde, Sélection du Reader's Digest, 2004
- Les Arts décoratifs aujourd'hui, Histoire de l'art numéro 61, octobre 2007, Somogy
- (en) Roberto Polo, the Eye, Frances Lincoln, 2011
- 18e, aux sources du design : chefs-d'œuvre du mobilier 1650-1790, co-édition Faton - Château de Versailles, 2014

### Ouvrages dédiés
- Objets d'art : mélanges en l'honneur de Daniel Alcouffe, Faton, 2004